# IEEE 802.1X

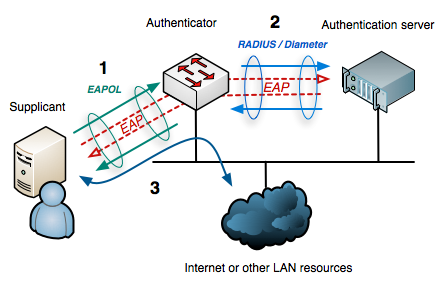
Diagrama que muestra los protocolos involucrados en la autenticación 802.1X por cable

La IEEE 802.1X es una norma del IEEE para el control de acceso a red (NAC) basada en puertos. Es parte del grupo de protocolos IEEE 802 (IEEE 802.1). Permite la autenticación de dispositivos conectados a un puerto LAN, estableciendo una conexión punto a punto o previniendo el acceso por ese puerto si la autenticación falla. Es utilizado en algunos puntos de acceso inalámbricos cerrados y se basa en el protocolo de autenticación extensible (EAP– RFC 2284). El RFC 2284 ha sido declarado obsoleto en favor del RFC 3748.
802.1X está disponible en ciertos conmutadores de red y puede configurarse para autenticar nodos que están equipados con software suplicante. Esto elimina el acceso no autorizado a la red al nivel de la capa de enlace de datos.
Algunos proveedores están implementando 802.1X en puntos de acceso inalámbricos que pueden utilizarse en ciertas situaciones en las cuales el punto de acceso necesita operarse como un punto de acceso cerrado, corrigiendo deficiencias de seguridad de WEP. Esta autenticación es realizada normalmente por un tercero, tal como un servidor de RADIUS. Esto permite la autenticación sólo del cliente o, más apropiadamente, una autenticación mutua fuerte utilizando protocolos como EAP-TLS.